# فيكاسين فيسنجيفاتس
فيكاسين فيسنجيفاتس (10 يونيو 1937- 26 سبتمبر 2019) كان مدرب كرة قدم ولاعب كرة قدم يوغوسلافي.

## مسيرة اللعب
منذ عام 1954 وحتى 1957، قضى فيكاسين فيسنجيفاتس ثلاثة مواسم مع نادي سراييفو، حيث شارك في 18 مباراة وسجل ثلاثة أهداف في الدوري اليوغوسلافي الدرجة الأولى. لعب لاحقًا لثلاثة أندية مختلفة في الدوري اليوغوسلافي الثاني.

## المهنة الإدارية
قام فيكاسين فيسنجيفاتس مسيرته الإدارية بإدارة العديد من أندية الدوري اليوغوسلافي الأول، بما في ذلك نادي سراييفو ونادي فيليز موستار ونادي فاردار ونادي فويفودينا ونادي سوتيسكا نيكشيتش ونادي سيليك زينيكا.
خلال تسعينيات القرن الماضي، شغل فيكاسين فيسنجيفاتس منصب مدير نادي السالمية الكويتي. من يوليو إلى سبتمبر 1998، أمضى شهرين في قيادة منتخب الأردن لكرة القدم. في سبتمبر 2010، تم تعيينه مديرًا لنادي ليوتار في دوري البوسنة والهرسك الممتاز، لكنه تنحى عن منصبه في الشهر التالي.

## روابط خارجية
- فيكاسين فيسنجيفاتس